# Erick Weinberg
Erick J. Weinberg (* 29. August 1947 in Ossining, New York) ist ein US-amerikanischer theoretischer Physiker, der sich mit Quantenfeldtheorie und Elementarteilchenphysik beschäftigt.
Weinberg studierte am Manhattan College (Bachelor 1968) und promovierte 1973 bei Sidney Coleman an der Harvard University (Master-Abschluss 1969). Danach war er  1973 bis 1975 am Institute for Advanced Study. Ab 1975 war er Assistant Professor und ab 1987 Professor für Physik an der Columbia University. 1978 erhielt er ein Forschungsstipendium der Alfred P. Sloan Foundation (Sloan Research Fellowship).
Er untersuchte u. a. spontanen Symmetriebruch mit Quantenfluktuationen (Coleman-Weinberg-Mechanismus) und Solitonen, beides in der Quantenfeldtheorie. Weiter beschäftigte er sich mit Kosmologie (Magnetische Monopole im frühen Universum, kosmologische Phasenübergänge, inflationäre Kosmologie) und Schwarzen Löchern.
1988 wurde er Fellow der American Physical Society. Er ist einer der Herausgeber von Physical Review D.

## Schriften
- Classical solutions in Quantum Field Theory: Solitons and Instantons in High Energy Physics, Cambridge Monographs in Mathematical Physics, Cambridge University Press 2012